# 波波县
波波县（西班牙語：Provincia de Poopó），是玻利維亞的县份，位於該國西部，屬於奧魯羅省的一部分，县府設於波波，面積2,034平方公里，2001年人口14,984，人口密度每平方公里7.4人。